# Делгерцогт
Делгерцогт (монг. Дэлгэрцогт) — сомон у Середньо-Гобійському аймаці Монголії. Територія 2,52 тис. км², населення 2,8 тис. чол., центр — селище Амардалай, розташований на відстані 44 км від міста Мандалговь та у 216 км від Улан-Батора.

## Рельєф
Гори Бага газрин чулуу (1704 м), Іх делгер (1702 м), Улаан овоч, Цахир та ін.

## Клімат
Клімат різкоконтинентальний. Середня температура січня −18 градусів, липня +19 градусів, щорічна норма опадів 180 мм.

## Природа
Водяться гірські барани, лисиці, корсаки. Степова рослинність

## Соціальна сфера
Школа, лікарня, торговельно-культурні центри.